# Barbara De Bortoli
Barbara De Bortoli (Roma, 30 gennaio 1971) è una doppiatrice italiana.

## Biografia
È la sorella maggiore della doppiatrice Federica De Bortoli. È la voce guida dei servizi Telecom Italia.
È nota per essere la voce ricorrente di Naomi Watts, Katherine Heigl, Julia Stiles, Elizabeth Banks, Christina Applegate, Rose Byrne, Carrie Coon, Claire Danes, Penélope Cruz, Poppy Montgomery e Jennifer Connelly.
Ha inoltre prestato la voce a Marisa Tomei nei film della Marvel Cinematic Universe, a Winona Ryder ne Il cigno nero e a Amy Adams nel film Animali notturni.
Nel campo televisivo i suoi doppiaggi più noti sono quelli di Courteney Cox nella sitcom di successo Friends, di Sarah Jessica Parker in Sex and the City, di Holly Marie Combs in Streghe e Pretty Little Liars e di Sarah Michelle Gellar in Buffy l'ammazzavampiri e Angel.
È madre di Alessio e Francesco Aimone, anche loro doppiatori.

## Filmografia
- Madame Bovary, regia di Daniele D'Anza – miniserie TV (1978)
- Agenzia Riccardo Finzi... praticamente detective, regia di Bruno Corbucci (1979)
- Orient Express, episodio Jane, regia di Marcel Moussy – miniserie TV (1980)
- Un foro nel parabrezza, regia di Sauro Scavolini (1983)

## Teatro
- La ragione degli altri, compagnia Massimo De Francovich/Mila Vannucci (1977-78)

## Radio
- Il mercante di fiori - sceneggiato (Rai Radio 2, 1996)

## Doppiaggio

### Film
- Naomi Watts in Mulholland Drive, The Ring, 21 grammi, Le Divorce - Americane a Parigi, I giochi dei grandi, The Assassination, Ellie Parker, The Ring 2, Il velo dipinto, La promessa dell'assassino, Funny Games, The International, Mother and Child, Fair Game - Caccia alla spia, J. Edgar, Dream House, The Impossible, Comic Movie, Two Mothers, Sunlight Jr., Diana - La storia segreta di Lady D, St. Vincent, Birdman, Giovani si diventa, La foresta dei sogni, Demolition - Amare e vivere, 3 Generations - Una famiglia quasi perfetta, Shut In, Il libro di Henry, Il castello di vetro, Ofelia - amore e morte, Penguin Bloom, Corsa contro il tempo - The Desperate Hour, Infinite Storm, Goodnight Mommy
- Julia Stiles in Hamlet 2000, Save the Last Dance, O come Otello, The Bourne Identity, Cose da maschi, L'uomo dei miei sogni, Mona Lisa Smile, Un principe tutto mio, The Bourne Supremacy, Edmond, The Bourne Ultimatum - Il ritorno dello sciacallo, Il lato positivo - Silver Linings Playbook, Conspiracy - La cospirazione, Jason Bourne, La grande Gilly Hopkins
- Katherine Heigl in 100 ragazze, L'amore arriva dolcemente, Un amore per sempre, The Ringer - L'imbucato, Caffeine, 27 volte in bianco, La dura verità, Killers, Jenny's Wedding, One for the Money, Big Wedding, Jackie & Ryan, Home Sweet Hell, L'amore criminale, Doubt - L'arte del dubbio
- Marisa Tomei in Svalvolati on the road, War, Inc., The Lincoln Lawyer, Un disastro di ragazza, Natale all'improvviso, Captain America: Civil War, Spider-Man: Homecoming, La prima notte del giudizio, Spider-Man: Far from Home, Il capitale umano - Human Capital, Spider-Man: No Way Home, Upgraded - Amore, arte e bugie, Brothers
- Shirley Temple in La mascotte dell'aeroporto, Piccola stella, Il trionfo della vita, Il piccolo colonnello, La reginetta dei monelli, Dietro l'angolo, Rondine senza nido, L'idolo di Broadway, Susanna e le giubbe rosse, Non siamo più bambini, Alla ricerca della felicità
- Sarah Jessica Parker in Voglia di ballare, La neve nel cuore, A casa con i suoi, Sex and the City, Che fine hanno fatto i Morgan?, Sex and the City 2, Ma come fa a far tutto?, Capodanno a New York, Tutte le strade portano a Roma, Hocus Pocus 2
- Christina Applegate in L'ultimo guerriero, Una hostess tra le nuvole, Anchorman - La leggenda di Ron Burgundy, Natale in affitto, Anchorman 2 - Fotti la notizia, Come ti rovino le vacanze
- Elizabeth Banks in Imbattibile, Certamente, forse, Role Models, Zack & Miri - Amore a... primo sesso, 40 carati, Una famiglia all'improvviso, Love & Mercy, Charlie's Angels, A Mistake
- Rose Byrne in Segnali dal futuro, In viaggio con una rock star, Cattivi vicini, Cattivi vicini 2, Instant Family, Juliet, Naked - Tutta un'altra musica, In viaggio con mio figlio
- Michelle Monaghan in Un amore di testimone, Parto col folle, Pixels, The Best of Me - Il meglio di me, Boston - Caccia all'uomo, MaXXXine
- Penélope Cruz in Volver - Tornare, Chromophobia, Gli abbracci spezzati, Gli amanti passeggeri, Dolor y gloria, Madres paralelas, Secret Team 355
- Jennifer Connelly in Sette minuti in Paradiso, Waking the Dead, Il dilemma, Stuck in Love, Storia d'inverno, Noah, Top Gun: Maverick
- Piper Perabo in Una scatenata dozzina, Il ritorno della scatenata dozzina, Presagio finale - First Snow, Black Butterfly
- Kate Beckinsale in Laurel Canyon - Dritto in fondo al cuore, Whiteout - Incubo bianco, Total Recall - Atto di forza, Un'occasione da Dio
- Alicia Silverstone in Una ragazza sfrenata, Scooby-Doo 2: Mostri scatenati, Beauty Shop, The Lodge, Reptile
- Jessica Alba in Honey, Awake - Anestesia cosciente, Love Guru
- Jaime King in Il monaco, Sin City, The Spirit, Sin City - Una donna per cui uccidere
- Mira Sorvino in Mimic, Scelte d'onore, After 3, After 4
- Emily Mortimer in Transsiberian, Quell'idiota di nostro fratello, La casa dei libri
- Melanie Lynskey in Creature del cielo, Tutta colpa dell'amore, Noi siamo infinito
- Jessica Biel in Non aprite quella porta, Stealth - Arma suprema, Accidental Love
- Claire Danes in I miserabili, Stage Beauty, Shopgirl
- Maggie Q in Divergent, The Divergent Series: Insurgent, The Divergent Series: Allegiant
- Reese Witherspoon in Freeway - No Exit, Come lo sai, Devil's Knot - Fino a prova contraria
- Sasha Barrese in Una notte da leoni, Una notte da leoni 2, Una notte da leoni 3
- Tiffani Thiessen in La ragazza di tutti, Frammenti di passato, Pandemic - Il virus della marea, Hollywood Ending
- Winona Ryder in A Scanner Darkly - Un oscuro scrutare, Il cigno nero
- Amanda Peet in Tutto può succedere - Something's Gotta Give, Body Shots
- Rosamund Pike in La morte può attendere, Orgoglio e pregiudizio
- Romola Garai in Suffragette, One Life
- Kelly Reilly in The Libertine, Bastille Day - Il colpo del secolo
- Charlize Theron in Music Graffiti, The Italian Job
- Holly Marie Combs in Questione d'onore, Uno sconosciuto alla mia porta
- Selma Blair in Homeland Security, After
- Melissa George in Abbasso l'amore, Derailed - Attrazione letale
- Sarah Michelle Gellar in Suburban Girl, Do Revenge
- Hattie Morahan in La bussola d'oro, Mr. Holmes - Il mistero del caso irrisolto
- Chloë Sevigny ne L'inventore di favole, The Dinner
- Jane Krakowski in Dance with Me
- Amy Adams in Animali Notturni
- Gemma Arterton in Scontro tra titani
- Samantha Morton in Animali fantastici e dove trovarli
- Courteney Cox in Racconti incantati
- Vinessa Shaw in Two Lovers
- Beau Garrett in I Fantastici 4 e Silver Surfer
- Rachel McAdams in 2 single a nozze - Wedding Crashers
- Joanna Page in Love Actually - L'amore davvero
- Diane Kruger in Adrenalina blu - La leggenda di Michel Vaillant
- Alison Pill in Milk
- Kali Rocha in White Oleander
- Calista Flockhart in Piume di struzzo
- Cara Buono in Hulk
- Mandy Moore in Pretty Princess
- Susan Misner in Chicago
- Stéphanie Lagarde in Due fratelli
- Daniela Fazzolari in Non ho sonno
- Constance Marie in Tortilla Soup
- Ellie Cornell in Halloween 5 - La vendetta di Michael Myers
- Kim Dickens in La casa di sabbia e nebbia
- Heather Burns in Two Weeks Notice - Due settimane per innamorarsi
- Betsy Aidem in Margaret
- Barbara Auer in Storia di una ladra di libri
- Amy Ferguson in The Master
- Rebecca Mader in L'uomo che fissa le capre
- Neve Campbell in Nuvole
- Barbara Snellenburg in Piccolo grande amore
- Mamie Gummer in Un amore senza tempo
- Christy Carlson Romano in In due per la vittoria
- Alexandra Holden in Lovely Molly
- Anne Brochet in Baby Love
- Mary McCormack in High Heels and Low Lifes
- Carolina Bartczak in Moonfall
- Radost Bokel in Momo
- Karin Lithman in The Other Side
- Vilma Melo in Vicini per forza
- Veslemøy Mørkrid in Royalteen - L'erede
- Molly Parker in In fuga per mia figlia, Peter Pan & Wendy
- Idina Menzel in Non sei invitata al mio bat mitzvah
- Jasmine Kerr in Back to Black
- Camille Cottin in L'impero
- Aubrey Plaza in Megalopolis
- Mille Dinesen in Maybe Baby 2

### Film d'animazione
- Maya Ibuki in Neon Genesis Evangelion: Death and Rebirth, Neon Genesis Evangelion: The End Of Evangelion, Evangelion: 1.0 You Are (Not) Alone, Evangelion: 3.0 You Can (Not) Redo, Evangelion: 3.0+1.0 Thrice Upon a Time e Ritsuko Akagi (doppiaggio Netflix) in Neon Genesis Evangelion, Neon Genesis Evangelion: The End Of Evangelion
- Belle ne La bella e la bestia - scena inedita Di nuovo umani, Il mondo incantato di Belle (Una festa per Mrs. Bric), Sofia la principessa e Ralph spacca Internet
- Faye Valentine in Cowboy Bebop - Il film
- Wyldstyle/Lucy in The LEGO Movie, The LEGO Movie 2 - Una nuova avventura
- Andie in Nut Job - Operazione noccioline e Nut Job 2 - Tutto molto divertente
- Chichi nei film di Dragon Ball Z (doppiaggio Dynit)
- Batricia in Vita da giungla: alla riscossa! - Il film
- Nanako Okajima in Pioggia di ricordi
- Mical ne La grande storia di Davide e Golia
- madre ne La stella di Laura
- Nala ne Il re leone 3 - Hakuna Matata
- Biancaneve in Shrek terzo
- Oona in Niko - Una renna per amico
- Homily in Arrietty - Il mondo segreto sotto il pavimento
- Janaina in Rio 2096 - Una storia d'amore e furia
- La sig.ra Kurokawa in Si alza il vento
- Elizabeth ne Il viaggio di Norm
- Kira Supernova in Fuga dal pianeta Terra
- Misako "Koko" in LEGO Ninjago - Il film
- Selina Kyle/Catwoman in Batman Ninja
- Wanda in Rex - Un cucciolo a palazzo
- Pat in Trash - La leggenda della piramide magica
- Linda Mitchell ne I Mitchell contro le macchine
- Sailor Cosmos in Pretty Guardian Sailor Moon Cosmos - Il film
- Madre in I Am Mother

### Serie televisive
- Tiffani Thiessen in Bayside School, Beverly Hills 90210, Fastlane, A proposito di Brian, Alexa & Katie
- Sarah Michelle Gellar in Buffy l'ammazzavampiri, Angel, Ringer, The Crazy Ones, Wolf Pack
- Courteney Cox in Friends, Dirt, Scrubs - Medici ai primi ferri, Cougar Town, Friends: The Reunion, Shameless
- Jeannette Rodriguez in Topazio, Cristal, La signora in rosa, Micaela, Piccola Cenerentola
- Katherine Heigl in Grey's Anatomy, State of Affairs, Doubt - L'arte del dubbio, L'estate in cui imparammo a volare
- Naomi Watts in Gypsy, Twin Peaks, The Loudest Voice - Sesso e potere, The Watcher
- Melissa George in Alias, The Slap, Heartbeat
- T'Nia Miller in The Haunting, Inverso - The Peripheral, La caduta della casa degli Usher
- Jodhi May in A.D. - La Bibbia continua, Transatlantic, Dune: Prophecy
- Sarah Jessica Parker in Sex and the City, Divorce
- Julia Stiles in Dexter, Riviera
- Holly Marie Combs in Streghe, Pretty Little Liars
- Rebecca Mader in Justice - Nel nome della legge, C'era una volta
- Sarah Shahi in Fairly Legal, Chicago Fire
- Samantha Morton in The Walking Dead, Tales of the Walking Dead
- Claire Danes in Homeland - Caccia alla spia, Il serpente dell'Essex
- Melika Foroutan in Tribes of Europa
- Annie Wersching in 24
- Kimberly Williams-Paisley in La vita secondo Jim
- Lucy Liu in Elementary
- Camille Cottin in Chiami il mio agente!
- Poppy Montgomery in Unforgettable
- Maggie Q in Nikita
- Archie Panjabi in The Good Wife
- Beau Garrett in The Good Doctor
- Kristin Booth ne Il mistero delle lettere perdute
- Morena Baccarin in Gotham
- Monica Potter in Parenthood
- Ashley Jensen in Ugly Betty
- Boncuk Yılmaz in Another Self
- Betty Gilpin in GLOW
- Jane Krakowski in 30 Rock
- Kiele Sanchez in Lost
- Sarah Rafferty in Suits
- Meredith Monroe in Dawson's Creek
- Maggie Lawson in Psych
- Maggie Gyllenhaal in The Deuce - La via del porno
- Claire Coffee in Grimm
- Nadine Garner in Blue Water High
- Eva-Maria Grein von Friedl in IK1 - Turisti in pericolo
- Jill Wagner in Teen Wolf
- Ayse Melike Çerçi in The Protector
- Laura Fraser in Breaking Bad - Reazioni collaterali
- Vinessa Shaw in La signora in giallo
- Paula Morrís in Stephanie y el Chico
- Lily Rabe in American Horror Story
- Daniella Alonso in Dynasty
- Rya Kihlstedt in A Teacher: Una storia sbagliata
- Melanie Lynskey in Yellowjackets
- Daniella Pineda in Cowboy Bebop
- Mary Stuart Masterson in For Life
- Hayley Ziktor in Power Rangers Dino Thunder
- Linsey McLeod in Canta con Belle - Stick to It (Don’t Give up)
- Riki Lindhome in Mercoledì
- Geneva Carr in Bull
- Kathleen Koghlan in The Last of Us
- Josefine Preuß in Una famiglia
- Lee Jung-eun in A Bloody Lucky Day
- Daniel Sea in The L Word[1]
- Kim Yeo-jin in Vincenzo
- Eva Llorach in In fiamme
- Kim Hye-hwa in Nessun guadagno niente amore
- Ruth Gemmell in Bridgerton
- Clelia Sarto in Maxton Hall - Il mondo tra di noi
- Anna Maxwell Martin in Come uccidono le brave ragazze
- Chloë Sevigny in Monsters: la storia di Lyle ed Erik Menendez
- Tomoya Maeno in Like a Dragon: Yakuza[2]

### Serie animate
- Mila Hazuki in Mila e Shiro - Due cuori nella pallavolo, Mila e Shiro - Il sogno continua
- Kikyo in Inuyasha (st. 1) e Inuyasha: The Final Act
- Joy in Georgie
- Taky in Tutti in campo con Lotti
- Cristine in Sui monti con Annette
- Genny in Una sirenetta fra noi
- Câline in Papà castoro
- Angela in Gargoyles - Il risveglio degli eroi
- Dot Matrix in ReBoot
- Regina Rena in Final Fantasy: La leggenda dei cristalli
- Marlene Astor in I cieli di Escaflowne
- Mime in Harlock Saga - L'anello dei Nibelunghi
- Maya Ibuki in Neon Genesis Evangelion (doppiaggio Dynit, 2° voce)
- Melissa Mao in Full Metal Panic!
- Segretaria del dipartimento in AD Police
- Camilla in Master Mosquiton
- Faye Valentine in Cowboy Bebop
- Tenente Lucy Mai in Evolution
- Principessa Bunhead in Thumbs
- Betta in A casa di Gloria
- Gioconda in Leonardo
- Coco in I Netturbani
- Sarah Bryant in Virtua Fighter
- Mieko in Sakura Mail
- Surama in Sandokan - La tigre della Malesia
- Morrigan Aensland in Night Warriors: Darkstalkers' Revenge
- Belle in House of Mouse - Il Topoclub
- Misaki Matsuya in Excel Saga
- Vanessa in Winx Club
- Lisa in Lapitch Il piccolo calzolaio
- Azalea in Lo stregone Orphen
- Sophia Forrester in Last Exile
- Carmencita in Carmencita
- Rella in Cinderella Boy
- Batricia in Vita da giungla: alla riscossa!
- Sarah Huckabee Sanders in Our Cartoon President
- Taylor in A tutto reality presenta: Missione Cosmo Ridicola
- Alanis Morissette in The Great North
- Nala in The Lion Guard
- Padget in Bing
- Regina Angella in She-Ra e le principesse guerriere
- Sig.ra Frankie in Solar Opposites
- Teela in Masters of the Universe: Revelation
- Cindy in Jellystone
- Abbie Higgins in Exploding Kittens

### Videogiochi
- Belle in Disneyland Adventures[3]

## Riconoscimenti
- Leggio d'oro
  - 2009 – Miglior interpretazione femminile per il doppiaggio di Naomi Watts in The International.[4]